# The Rhonda Harris
The Rhonda Harris eller blot Rhonda Harris er en indierock gruppe fra Danmark med Nikolaj Nørlund som forsanger og eneste faste medlem.
Debutalbummet, Rhonda Harris, udkom i 1995. Albummet blev nomineret til Årets danske album ved Danish Music Awards i 1996.
I 2001 kom The Trouble With Rhonda Harris, der modtog fire ud af seks stjerner i musikmagasinet GAFFA. Under The Satellite blev udgivet i 2003 og modtog tre ud af seks stjerner i GAFFA, mens Soundvenues anmelder gav fire ud af seks stjerner.
I 2006 udkom Tell The World We Tried – The songs of Townes Van Zandt, som både GAFFA og Soundvenue gav fire ud af seks stjerner. Here's The Rhonda Harris udkom i 2008 og fik fem ud af seks stjerner i GAFFA.

## Diskografi
- Rhonda Harris (1995)
- The Trouble With Rhonda Harris (2001)
- Under The Satellite (2003)
- Tell The World We Tried – The songs of Townes Van Zandt (2006)
- Here's The Rhonda Harris (2008)
- The Understudy (2018 - single)